# Pholidia
Pholidia es un género con 18 especies de plantas de flores perteneciente a la familia Scrophulariaceae. 

## Especies seleccionadas
- Pholidia adenotricha
- Pholidia alternifolia
- Pholidia battii
- Pholidia behriana
- Pholidia bickii
- Pholidia bignoniiflora
- Pholidia brevifolia

- Datos: Q5198779